# 焦元溥
焦元溥（1978年4月28日—），臺灣古典音樂評論者、廣播節目主持人及專欄作家。他現主持好家庭廣播電台《焦點音樂》及《NSO Live雲端音樂廳》。他曾任大英圖書館艾迪生研究員（Edison Fellowship）、「20×10蕭邦音樂節」及「Debussy Touch鋼琴音樂節」藝術總監等職務，也曾擔任於國家交響樂團「焦點講座」策劃事務等。
他著有許多與音樂研究相關的書籍，其內容範圍涵蓋音樂作品分析、詮釋討論、鋼琴演奏技巧解析、音樂家訪問、國際鋼琴大賽報導與文學創作等。
2013年，以節目《焦點音樂》獲頒第48屆廣播金鐘獎最佳非流行音樂節目獎。
2022年，以專輯《樂讀普希金》獲頒第33屆傳藝金曲獎最佳專輯製作人獎。

## 家庭
他的父親是前海峽交流基金會副董事長兼秘書長、前中華民國僑務委員會委員長焦仁和，妹妹是歌手焦安溥。

## 文字作品
- 《經典CD縱橫觀1──歷史進展與詮釋變化》（2005年）
- 《經典CD縱橫觀2──典型影響與典型轉移》（2005年）
- 《經典CD縱橫觀3──樂曲解析與學派特性》（2005年）
- 《莫札特音樂CD評鑑》（2006年）
- 《遊藝黑白（上）：世界鋼琴家訪問錄》（2007年）
- 《遊藝黑白（下）：世界鋼琴家訪問錄》（2007年）
- 《樂來樂想》（2008年）
- 《聽見蕭邦》（2010年）
- 《樂之本事》（2014年）